# 15 de abril
15 de abril é o 105.º dia do ano no calendário gregoriano (106.º em anos bissextos). Faltam 260 dias para acabar o ano.

## Eventos históricos

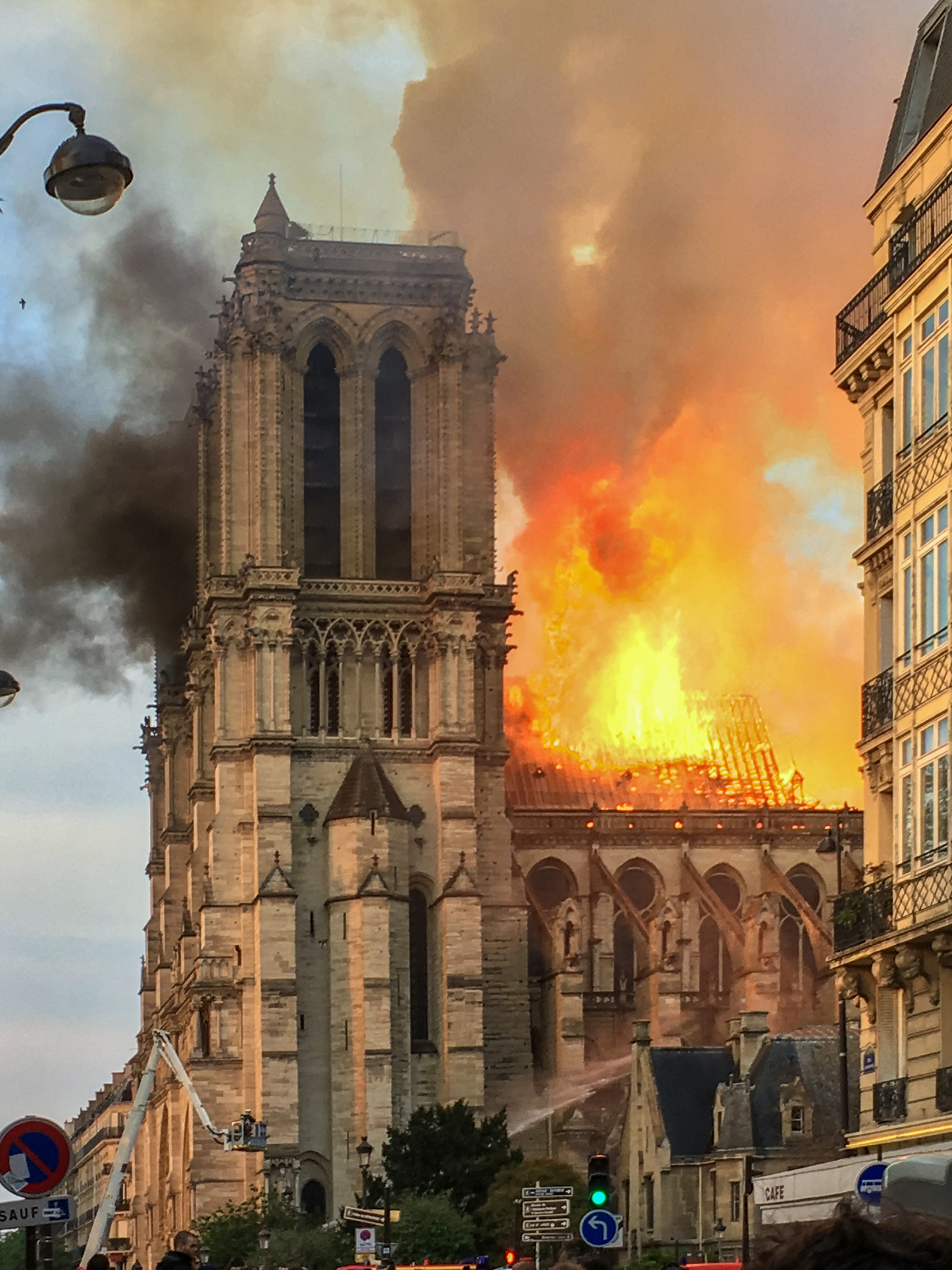
2019: Incêndio da Catedral de Notre-Dame de Paris.

- 0769 — O Concílio de Latrão termina condenando o Concílio de Hieria e anatematizando suas decisões iconoclastas.[1]
- 1071 — Bari, a última possessão bizantina no sul da Itália, rende-se a Roberto de Altavila.
- 1450 — Batalha de Formigny: perto do fim da Guerra dos Cem Anos, o ataque francês quase aniquilou as forças inglesas, terminando com a dominação inglesa no norte da França.
- 1581 — em Portugal, Felipe II da Espanha torna-se rei de Portugal como Felipe I de Portugal, ao ser reconhecido como tal pelas Cortes de Tomar.
- 1632 — Batalha de Rain: os suecos sob o comando de Gustavo Adolfo derrotam o Sacro Império Romano durante a Guerra dos Trinta Anos.
- 1736 — Fundação do efêmero Reino da Córsega.
- 1738 — Estreia em Londres de Xerxes (Serse), uma ópera italiana de Handel.
- 1840 — A Sociedade Promotora da Maioridade foi fundada no Rio de Janeiro, pela antecipação da maioridade de Pedro II do Brasil.
- 1861 — O presidente dos Estados Unidos Abraham Lincoln convoca 75 000 voluntários para reprimir a insurreição que logo se tornou a Guerra Civil Americana.[2]
- 1865 — O presidente dos Estados Unidos Abraham Lincoln morre após ser baleado na noite anterior pelo ator John Wilkes Booth. O vice-presidente Andrew Johnson torna-se presidente após a morte de Lincoln.
- 1892 — A General Electric Company é criada com a fusão da Edison General Electric Company e a Thomson-Houston Company.
- 1896 — Cerimônia de encerramento dos Jogos da I Olimpíada em Atenas, Grécia.
- 1900 — Guerra filipino-americana: guerrilheiros filipinos lançam um ataque surpresa à infantaria dos Estados Unidos e iniciam um cerco de quatro dias a Catubig, nas Filipinas.[3]
- 1906 — Primeiro Congresso Operário Brasileiro é iniciado no Rio de Janeiro, então capital federal do Brasil.
- 1912 — Naufrágio do RMS Titanic no Atlântico Norte durante sua viagem inaugural.
- 1920 — Os anarquistas italianos Sacco e Vanzetti são acusados de assassinar dois seguranças enquanto roubavam uma loja de sapatos na cidade de Braintree, nos Estados Unidos.
- 1923 — A insulina se torna disponível para uso em larga escala por pacientes que sofrem de diabete.
- 1936 — Primeiro dia da revolta árabe no Mandato Britânico da Palestina.
- 1940 — Os aliados iniciam ataque à cidade norueguesa de Narvik então ocupada pela Alemanha Nazi.
- 1945 — Libertação do campo de concentração de Bergen-Belsen pelas tropas britânicas.
- 1947 — Racismo nos Estados Unidos: Fim da segregação racial no beisebol, um dos esportes mais populares daquele país, com o atleta afro-americano Jackie Robinson estreando na Major League Baseball (Liga Principal de Beisebol dos EUA) pelo time de beisebol Brooklyn Dodgers.
- 1952 — Voo inaugural do B-52 Stratofortress.
- 1955 — O restaurante McDonald's data sua fundação com a abertura de um restaurante franqueado por Ray Kroc, em Des Plaines, Estados Unidos
- 1964 — Toma posse no Brasil o presidente militar Humberto Castelo Branco.
- 1969 — A Coreia do Norte abate um avião da Marinha dos Estados Unidos sobre o Mar do Japão, matando todos os 31 a bordo.[4]
- 1970 — Durante a Guerra Civil do Camboja, o massacre da minoria vietnamita resulta em 800 corpos fluindo pelo rio Mekong para o Vietnã do Sul.
- 1971 — Assassinado em São Paulo o empresário Henning Albert Boilesen, da Ultragaz, acusado de financiar a Operação Bandeirante.
- 1983 — Inauguração da Disneylândia de Tóquio.
- 1986 — Os Estados Unidos lançam a Operação El Dorado Canyon, uma série de ataques aéreos contra alvos líbios em resposta a um atentado na Alemanha Ocidental, que matou dois soldados americanos.
- 1989
  - Começa em Pequim o Protesto na Praça da Paz Celestial devido a morte de Hu Yaobang.
  - Na Inglaterra ocorre o Desastre de Hillsborough: o excesso de público no Estádio Hillsborough, a casa do Sheffield Wednesday Football Club, resulta na morte de 96 pessoas.
- 1994 — Adotado o Acordo de Marraquexe relativo à fundação da Organização Mundial do Comércio.
- 2002 — O voo 129 da Air China cai ao se aproximar do Aeroporto Internacional de Gimhae em Busan, Coreia do Sul, matando 129 pessoas.[5]
- 2004 — No Brasil, o Exame Nacional de Desempenho dos Estudantes é criado pelo governo do presidente Luís Inácio Lula da Silva e substitui o Exame Nacional de Cursos.
- 2005 — Inauguração da Casa da Música, no Porto.
- 2013 — Duas bombas explodem perto da linha de chegada na Maratona de Boston, Estados Unidos, matando três pessoas e ferindo outras 264.
- 2014 — No pior massacre da Guerra Civil do Sudão do Sul, pelo menos 200 civis são mortos a tiros após buscarem refúgio em templos religiosos e hospitais.
- 2019 — Incêndio de grandes proporções atinge a Catedral de Notre-Dame, em Paris.
- 2023 — Guerra Civil no Sudão: inicia-se quando combates entre as Forças Armadas Sudanesas e as Forças de Apoio Rápido eclodiram em todo o Sudão.[6]

## Nascimentos

### Anteriores ao século XIX
- 1367 — Henrique IV de Inglaterra (m. 1413).
- 1452 — Leonardo da Vinci, artista e cientista italiano (m. 1519).
- 1548 — Pietro Cataldi, matemático italiano (m. 1626).
- 1641 — Robert Sibbald, físico escocês (m. 1722).
- 1642 — Solimão II, sultão otomano (m. 1691).
- 1684 — Catarina I da Rússia (m. 1727).
- 1707
  - Leonhard Euler, matemático suíço (m. 1783).
  - Stefano Evodio Assemani, bibliotecário e orientalista italiano (m. 1782).
- 1710 — William Cullen, físico e químico britânico (m. 1790).
- 1730 — Felice Fontana, naturalista italiano (m. 1805).
- 1770 — Johann Leopold Theodor Friedrich Zincken, entomologista alemão (m. 1856).
- 1772 — Étienne Geoffroy Saint-Hilaire, naturalista francês (m. 1844).
- 1797 — Adolphe Thiers, político e historiador francês (m. 1877).
- 1800
  - James Clark Ross, explorador britânico (m. 1862).
  - Gilbert Thomas Burnett, botânico britânico (m. 1835).

### Século XIX
- 1809 — Hermann Grassmann, matemático alemão (m. 1877).
- 1810 — Charles Forbes René de Montalembert, jornalista e político francês (m. 1870).
- 1812 — Théodore Rousseau, pintor francês (m. 1867).
- 1813 — Theodor Kotschy, botânico austríaco (m. 1866).
- 1832 — Wilhelm Busch, poeta alemão (m. 1908).
- 1843 — Henry James, escritor estadunidense (m. 1916).
- 1850 — John Munro Longyear, empresário e político estadunidense (m. 1922).
- 1856 — Jean Moréas, poeta grego (m. 1910).
- 1858 — Émile Durkheim, filósofo e sociólogo francês (m. 1917).
- 1868 — Antônio Francisco Braga, compositor, regente e professor brasileiro (m. 1945).
- 1873
  - Juliette Atkinson, tenista norte-americana (m. 1944).
  - Antonín Švehla, político tcheco (m. 1933).
- 1874 — Johannes Stark, físico alemão (m. 1957).
- 1878 — Robert Walser, escritor suíço (m. 1956).
- 1882 — Giovanni Amendola, jornalista e político italiano (m. 1926).
- 1883 — Stanley Bruce, político e diplomata australiano (m. 1967).
- 1885 — Franz Böhme, militar austríaco (m. 1947).
- 1886 — Amédée Ozenfant, pintor francês (m. 1966).
- 1887 — Felix Pipes, tenista austríaco (m. ?).
- 1892
  - Corrie ten Boom, relojoeira e escritora neerlandesa (m. 1983).
  - Theo Osterkamp, militar e aviador alemão (m. 1975).
- 1894
  - Bessie Smith, cantora estadunidense (m. 1937).
  - Nikita Khrushchov, político soviético (m. 1971).
- 1896 — Nikolay Semyonov, químico russo (m. 1986).

### Século XX

#### 1901–1950
- 1901 — René Pleven, político francês (m. 1993).
- 1902 — Fernando Pessa, jornalista português (m. 2002).
- 1904 — Arshile Gorky, pintor armênio (m. 1948).
- 1907 — Nikolaas Tinbergen, ornitólogo neerlandês (m. 1988).
- 1908 — Dragutin Najdanović, futebolista sérvio (m. 1981).
- 1912
  - Kim Il-sung, político norte-coreano (m. 1994).
  - Georges Beaucourt, futebolista francês (m. 2002).
- 1913
  - Raul Rêgo, jornalista e político português (m. 2002).
  - István Klimek, futebolista romeno (m. 1988).
- 1915 — Gilberto Alves Martins, cantor e compositor brasileiro (m. 1992).
- 1917 — Hans Conried, ator e comediante norte-americano (m. 1982).
- 1920 — Richard von Weizsäcker, político alemão (m. 2015).
- 1921 — Georgi Beregovoi, cosmonauta russo (m. 1995).
- 1922 — Michael Ansara, ator sírio-estadunidense (m. 2013).
- 1924
  - Neville Marriner, maestro e violonista britânico (m. 2016).
  - Maxwell Rosenlicht, matemático estadunidense (m. 1999).
- 1927
  - Kurt Svensson, futebolista sueco (m. 2016).
  - Ernie Copland, futebolista britânico (m. 1971).
- 1928
  - Vida Alves, atriz brasileira (m. 2017).
  - Roberto Santos, roteirista, diretor e produtor de cinema brasileiro (m. 1987).
- 1929 — Luis Ribera, pentatleta argentino (m. 1979).
- 1930 — Vigdís Finnbogadóttir, política islandesa.
- 1931 — Pierre Vaneck, ator francês (m. 2010).
- 1932 — Paulinho de Almeida, futebolista e treinador de futebol brasileiro (m. 2007).
- 1933
  - Elizabeth Montgomery, atriz estadunidense (m. 1995).
  - Fernando Coni Campos, cineasta brasileiro (m. 1988).
  - David Hamilton, fotógrafo e diretor de cinema britânico (m. 2016).
- 1935 — Delém, futebolista e treinador de futebol brasileiro (m. 2007).
- 1936
  - José Becerra, pugilista mexicano (m. 2016).
  - Pen Sovan, político cambojano (m. 2016).
- 1937 — Frank Vincent, ator, dublador, músico, escritor e investidor ítalo-americano (m. 2017).
- 1938
  - Claudia Cardinale, atriz italiana.
  - Francis Hallé, botânico e biólogo francês.
- 1939
  - Jaime Paz Zamora, político boliviano.
  - Carlo Ginzburg, historiador italiano.
- 1940
  - Jeffrey Archer, escritor britânico.
  - Penelope Anne Coelen, atriz e ex-modelo sul-africana.
  - Yossef Romano, halterofilista israelense (m. 1972).
- 1941 — Josep Fusté, futebolista espanhol (m.2023).
- 1942
  - Walt Hazzard, jogador de basquetebol estadunidense (m. 2011).
  - Gennadiy Logofet, futebolista russo (m. 2011).
- 1943 — Robert Lefkowitz, físico estadunidense.
- 1944 — Kunishige Kamamoto, ex-futebolista japonês.
- 1945 — Revaz Dzodzuashvili, ex-futebolista e treinador de futebol georgiano.
- 1947
  - Lois Chiles, atriz estadunidense.
  - Onny Parun, ex-tenista neozelandês.
- 1948
  - Michael Kamen, compositor estadunidense (m. 2003).
  - Werner Otto, ex-ciclista alemão.
  - Phil Mogg, cantor britânico.
- 1950 — Neca, ex-futebolista brasileiro.

#### 1951–2000
- 1951 — Beatrix Schuba, ex-patinadora artística austríaca.
- 1952
  - Glenn Shadix, ator estadunidense (m. 2010).
  - Sam McMurray, ator estadunidense.
- 1955
  - Dodi Al-Fayed, empresário egípcio (m. 1997).
  - Catherine Belkhodja, escritora, diretora e atriz francesa.
- 1957 — Hwang Kyo-ahn, político e advogado sul-coreano.
- 1958 — Benjamin Zephaniah, escritor britânico (m. 2023).
- 1959
  - Emma Thompson, atriz britânica.
  - Fruit Chan, diretor, produtor e roteirista chinês.
  - Thomas F. Wilson, ator norte-americano.
- 1960
  - Filipe da Bélgica.
  - Pedro Delgado, ex-ciclista espanhol.
- 1961 — Carol Greider, bióloga estadunidense.
- 1962
  - Abdulqadir Hassan, ex-futebolista emiradense.
  - Nawal El Moutawakel, ex-velocista marroquina.
- 1963
  - Walter Casagrande, ex-futebolista e comentarista esportivo brasileiro.
  - Jacqueline Meirelles, modelo e apresentadora de televisão brasileira.
  - Michael Greenfield, ex-automobilista estadunidense.
  - Diosdado Cabello, político venezuelano.
- 1965
  - Claudia Leistner, ex-patinadora artística alemã.
  - Salou Djibo, militar e político nigerino.
  - Linda Perry, compositora estadunidense.
  - Lilies Handayani, ex-arqueira indonésia.
- 1966
  - Samantha Fox, cantora e modelo britânica.
  - Cressida Cowell, escritora britânica.
- 1967
  - Alt, cartunista brasileiro.
  - Dara Torres, ex-nadadora estadunidense.
  - Frankie Poullain, baixista britânico.
  - Orhan Çıkırıkçı, ex-futebolista turco.
- 1968
  - Ed O'Brien, músico britânico.
  - Inês de Medeiros, atriz, diretora e política portuguesa.
  - Hassan Ali Khayre, político e ativista somali.
  - Stacey Williams, modelo estadunidense.
- 1970 — Micarla de Sousa, política brasileira.
- 1971
  - Finidi George, ex-futebolista e treinador de futebol nigeriano.
  - Josia Thugwane, ex-maratonista sul-africano.
- 1972
  - Ana Paula Araújo, jornalista brasileira.
  - Arturo Gatti, pugilista ítalo-canadense (m. 2009).
- 1973
  - Teddy Lučić, ex-futebolista sueco.
  - Robert Scheidt, velejador brasileiro.
  - Emanuel Rego, ex-jogador de vôlei de praia brasileiro.
  - Gastón Sessa, ex-futebolista argentino.
- 1974
  - Gabriela Duarte, atriz brasileira.
  - Danny Pino, ator estadunidense.
- 1975
  - Victor Chaves, cantor e compositor brasileiro.
  - Paul Dana, automobilista estadunidense (m. 2006).
  - Cyril Rool, ex-futebolista francês.
  - Patricio Loustau, árbitro de futebol argentino.
- 1976
  - Seigo Narazaki, ex-futebolista japonês.
  - Duca Tambasco, contra-baixista brasileiro.
- 1977
  - Romina Gaetani, atriz argentina.
  - Fernanda Lessa, modelo e DJ brasileira.
- 1978
  - Luis Fonsi, cantor e compositor porto-riquenho.
  - Philippe Baden Powell, pianista, compositor e produtor musical franco-brasileiro.
- 1979 — Jeda, futebolista brasileiro.
- 1980
  - Víctor Núñez, ex-futebolista costarriquenho.
  - Arian Moayed, ator e escritor iraniano-americano.
- 1981 — Andrés D'Alessandro, ex-futebolista argentino.
- 1982
  - Albert Riera, ex-futebolista espanhol.
  - China, ex-futebolista português.
  - Cleitinho Azevedo, político brasileiro.
  - Damià Abella, ex-futebolista espanhol.
  - Seth Rogen, ator estadunidense.
- 1983
  - Dudu Cearense, ex-futebolista brasileiro.
  - Alice Braga, atriz brasileira.
  - Sergei Monia, ex-jogador de basquete russo.
- 1984
  - Jymmy Dougllas França, ex-futebolista brasileiro
  - Valery Nahayo, ex-futebolista burundinês.
  - Chen Qi, ex-mesa-tenista chinês.
- 1986
  - Samir Bertin D´Avesnes, ex-futebolista comorense.
  - Quincy Owusu-Abeyie, ex-futebolista neerlando-ganês.
  - Sylvain Marveaux, ex-futebolista francês.
- 1988
  - Steven Defour, ex-futebolista belga.
  - Eliza Doolittle, cantora e compositora britânica.
- 1989
  - Aline Reis, futebolista brasileira.
  - Sam Sunderland, motociclista britânico.
- 1990
  - Emma Watson, atriz britânica.
  - Julien Lyneel, ex-jogador de vôlei francês.
- 1991 — Marco Terrazzino, futebolista alemão.
- 1992
  - John Guidetti, futebolista sueco.
  - Kimberly Dos Ramos, atriz e cantora venezuelana.
  - Amy Deasismont, cantora e atriz sueca.
  - Richard Sandrak, lutador, fisiculturista e ator estadunidense.
  - Remo Freuler, futebolista suíço.
- 1993
  - Felipe Anderson, futebolista brasileiro.
  - Madeleine Martin, atriz estadunidense.
  - Jack Harvey, automobilista britânico.
- 1994
  - Jannik Huth, futebolista alemão.
  - Katie Bowen, futebolista neozelandesa.
  - Shaunae Miller-Uibo, velocista bahamense.
  - Pierre Houin, remador francês.
- 1995
  - Cody Christian, ator, rapper e dublador estadunidense.
  - Leander Dendoncker, futebolista belga.
- 1996
  - Edimilson Fernandes, futebolista suíço.
  - Laura Quevedo, jogadora de basquete espanhola.
  - İpek Soylu, ex-tenista turca.
  - Ryuju Nagayama, judoca japonês.
  - Kyra Lamberink, ciclista neerlandesa.
- 1997
  - Maisie Williams, atriz britânica.
  - Donavan Brazier, meio-fundista norte-americano.
- 1998 — Sexyy Red, rapper e compositora norte-americana.
- 1999 — Denis Shapovalov, tenista canadense.

### Século XXI
- 2001
  - Jordan Chiles, ginasta norte-americana.
  - Mauro Rodrigues, futebolista guineense.
- 2009 — Julia Butters, atriz norte-americana.

## Mortes

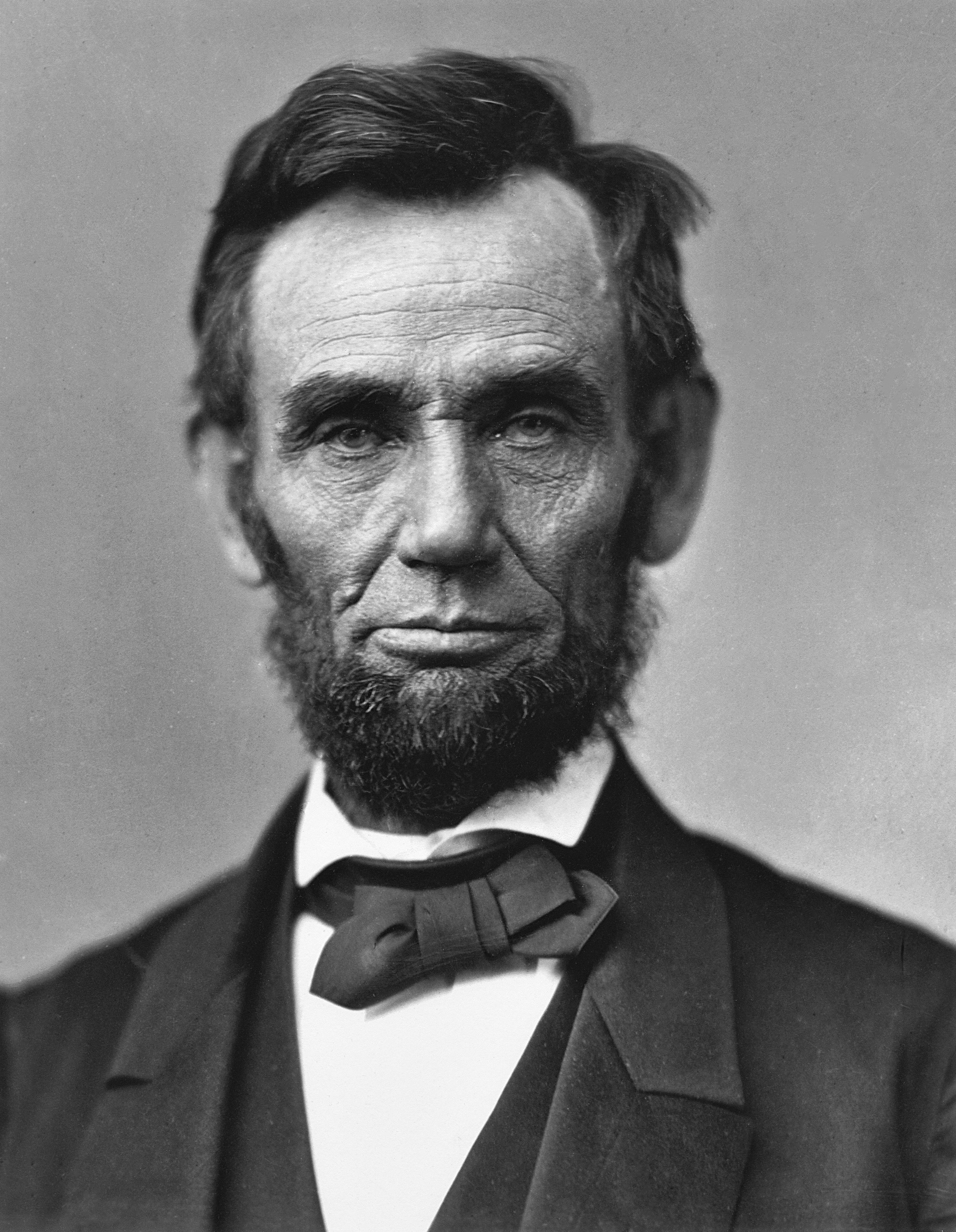
Abraham Lincoln

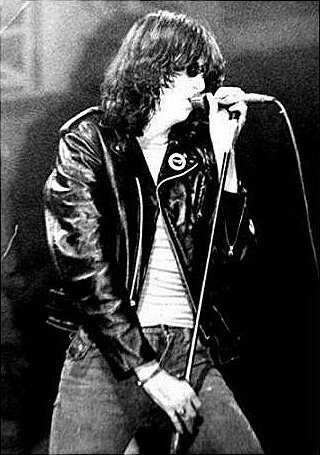
Joey Ramone

### Anteriores ao século XIX
- 1393 — Isabel da Pomerânia, imperatriz e rainha da Boêmia (n. 1347).
- 1415 — Manuel Crisoloras, erudito bizantino (n. 1355).
- 1446 — Filippo Brunelleschi, arquiteto italiano (n. 1377).
- 1632 — George Calvert, político e colonizador inglês (n. 1580).
- 1674 — João de Figueiredo Borges, compositor português (n. ?).
- 1761 — Archibald Campbell, 3.º Duque de Argyll (n. 1682).
- 1764 — Madame de Pompadour, cortesã francesa (n. 1721).
- 1765 — Mikhail Lomonossov, cientista e artista russo.
- 1776 — Natália Alexeievna, Grã-duquesa da Rússia (n. 1755).

### Século XIX
- 1828 — Francisco de Goya, pintor espanhol (n. 1746).
- 1865 — Abraham Lincoln, político estadunidense (n. 1809).

### Século XX
- 1912 - 1.517 vítimas do Naufrágio do RMS Titanic, incluindo:
  - Thomas Andrews, construtor naval irlandês (n. 1873)
  - John Jacob Astor IV, empresário norte-americano (n. 1864)
  - Archibald Butt, assessor presidencial americano (n. 1865)
  - Thomas Byles, padre católico britânico (n. 1870)
  - Jacques Futrelle, autor de mistério e jornalista americano (n. 1875)
  - Luigi Gatti, dono de restaurante italiano (n. 1875)
  - Sidney Leslie Goodwin, criança inglesa; vítima mais jovem do desastre do Titanic (n. 1910)
  - Benjamin Guggenheim, empresário norte-americano (n. 1865)
  - Henry B. Harris, produtor teatral norte-americano (n. 1866)
  - Wallace Hartley, líder de banda e violinista britânico (n. 1878)
  - Charles Melville Hays, executivo ferroviário americano (n. 1856)
  - Francis Davis Millet, pintor, escultor e escritor americano (n. 1846)
  - William McMaster Murdoch, marinheiro britânico (n. 1873)
  - Jack Phillips, telegrafista britânico (n. 1887)
  - Edward Smith, marinheiro britânico (n. 1850)
  - William Thomas Stead, jornalista britânico (n. 1849)
  - Isidor Straus, empresário e político teuto-americano (n. 1845)
  - Ida Straus, esposa teuto-americana de Isidor Straus (n. 1849)
  - John B. Thayer, empresário e esportista norte-americano (n. 1862)
  - Frank M. Warren, Sr., empresário americano (n. 1848)
  - George Dunton Widener, empresário norte-americano (n. 1861)
  - Harry Elkins Widener, bibliófilo americano (n. 1885)
  - Henry Wilde, marinheiro britânico (n. 1872)
- 1938 — César Vallejo, dramaturgo, escritor e jornalista peruano (n. 1892).
- 1957 — Pedro Infante, ator e cantor mexicano (n. 1917).
- 1965 — Edson Reis de França, cantor e compositor brasileiro (n. 1930).
- 1971 — Friedebert Tuglas, escritor, crítico e tradutor estoniano (n. 1886).
- 1975 — Richard Conte, ator norte-americano (n. 1904).
- 1980 — Jean-Paul Sartre, filósofo e escritor francês (n. 1905).
- 1983 — Corrie ten Boom, escritora neerlandesa (n. 1892).
- 1986 — Jean Genet, escritor francês (n. 1910).
- 1989 — Mauro Celso, cantor brasileiro (n. 1951).
- 1990 — Greta Garbo, atriz sueca (n. 1905).
- 1991 — Dante Milano, poeta brasileiro (n. 1899).
- 1993 — Beto sem Braço, cantor e compositor brasileiro (n. 1940).
- 1994 — John Curry, patinador artístico britânico (n. 1949).
- 1996 — Beatriz Costa, atriz portuguesa (n. 1907).
- 1998 — Pol Pot, político cambojano (n. 1925).
- 1999 — Harvey Postlethwaite, engenheiro automobilístico britânico (n. 1944).

### Século XXI
- 2001 — Joey Ramone, cantor e músico norte-americano (n. 1951).
- 2008 — Renata Fronzi, atriz brasileira (n. 1925).
- 2009
  - Clement Freud, escritor e político alemão (n. 1924).
  - Franco Ambrosio, empresário italiano (n. 1932).
- 2013 — Cleyde Yáconis, atriz brasileira (n. 1923).
- 2018
  - Oscarino Farias, ventríloquo brasileiro (n. 1937).
  - R. Lee Ermey, ator estado-unidense (n. 1944).
- 2020 — Rubem Fonseca, contista, romancista, ensaísta e roteirista brasileiro (n. 1925).
- 2022 — Eunice Muñoz, atriz portuguesa (n. 1928).

## Feriados e eventos cíclicos

### Brasil
- Dia do Desarmamento Infantil
- Dia Nacional da Conservação do Solo.
- Aniversário da cidade de São Francisco do Sul, Santa Catarina.
- Aniversário da cidade de Rio do Sul, Santa Catarina.
- Aniversário da cidade de Anhembi, São Paulo.
- Aniversário da cidade de Jales, São Paulo;
- Aniversário da cidade de Mata de São João, Bahia.
- Aniversário da cidade de Acarape, Ceará.
- Aniversário da cidade de Graça, Ceará.

### Internacional
- Dia Internacional do Ciclista
- Dia Mundial do Desenhista
- Dia de Jackie Robinson — Estados Unidos
- Dia do Sol — Coreia do Norte

### Cristianismo
- César de Bus
- Damião de Molokai
- Padarno
- Petar Barbarić

## Outros calendários
- No calendário romano era o 17.º dia (XVII) antes das calendas de maio.
- No calendário litúrgico tem a letra dominical G para o dia da semana.
- No calendário gregoriano a epacta do dia é xiv.